# Believe Me
Believe Me to zapis solowego, akustycznego koncertu Tony'ego Wakeforda z grupy Sol Invictus z dnia 18 czerwca 1998 (zob. 1998 w muzyce) w Paryżu. Płyta limitowana do 109 podpisanych przez artystę egzemplarzy.

## Lista utworów
1. Amongst the Ruins
2. Summer Ends
3. Media
4. The Fool
5. Sheath & Knife
6. Fields
7. Abattoirs of Love
8. Believe Me
9. Heaven
10. English Murder
11. Now and Forever
12. Kneel to the Cross
13. A Ship is Burning
14. Against the Modern World
15. The Death of the West
16. Laws & Crowns